# Chiesa dei Santi Quirico e Giulitta (Roma)
La chiesa dei Santi Quirico e Giulitta è un luogo di culto cattolico del centro storico di Roma, situato nel rione Monti, in via Tor de' Conti.
La chiesa, retta dai frati del Terz'Ordine Regolare di San Francesco, è rettoria della parrocchia di Santa Maria ai Monti e sede del titolo cardinalizio dei Santi Quirico e Giulitta.

## Storia
La chiesa è dedicata a due santi martiri di Tarso, del IV secolo, al tempo dell'imperatore Diocleziano: il piccolo Quirico, di 3 anni, e sua madre Giulitta.
La chiesa ha origini antiche (VI secolo), e i suoi resti sono stati ritrovati da recenti scavi (visitabili nel piano sotterraneo dell'attuale chiesa). Era dedicata ai Santi martiri Stefano e Lorenzo, ed aveva un orientamento inverso da quello attuale (cioè dove c'era l'abside, ora c'è la facciata). Restauri furono apportati alla chiesa alla fine del XV secolo e nel 1584, quando fu invertito il suo orientamento. Il campaniletto medievale fu conservato ed oggi è inglobato all'interno dell'edificio adiacente (ex convento, oggi hotel Forum). Nuovi restauri si ebbero all'inizio del XVII secolo, quando papa Paolo V la fece rialzare di circa quattro metri per preservarla dall'umidità e dalle inondazioni del Tevere; e all'inizio del Settecento, quando fu costruita la nuova facciata ad opera del Raguzzini (1728).
Nei sotterranei è allestito il Museo tipologico internazionale del presepio Angelo Stefanucci.

## Descrizione

### Esterno

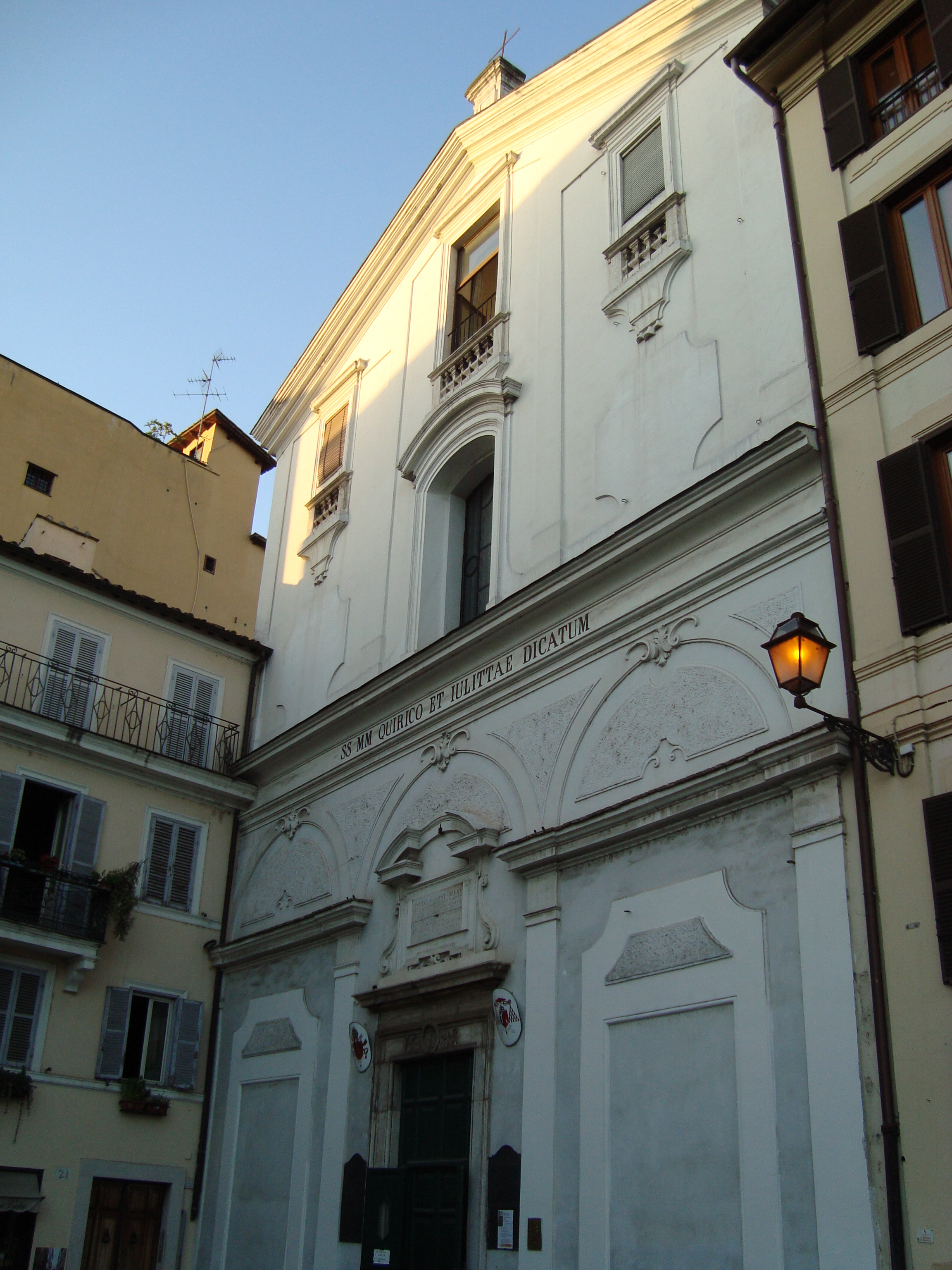
Scorcio della facciata

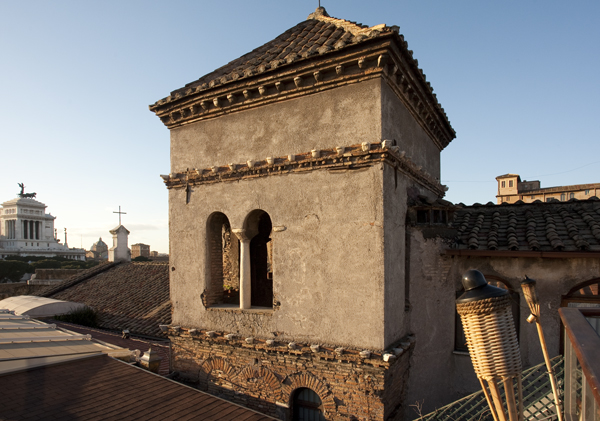
Il campanile romanico

La chiesa dei Santi Quirico e Giulitta è situata lungo via di Tor de' Conti, alle spalle del Foro di Augusto.
La facciata della chiesa, del XVIII secolo, è particolarmente slanciata. Essa è suddivisa in due ordini da un alto cornicione, sul quale si legge la seguente iscrizione:
(Iscrizione sul cornicione della facciata)
La fascia inferiore della facciata è decorata con tre arcate cieche a tutto sesto idealmente sorrette da semplici lesene tuscaniche. All'interno dell'arco centrale si apre l'unico portale, con cornice marmorea sormontata da un elegante timpano e da una lapide con il seguente testo attribuito all'umanista fiorentino Aurelio Brandolini:
(Lapide sopra il portale)
Nella fascia superiore si apre, in basso, una finestra con arco a sesto ribassato, e, in alto, vi sono altre tre finestre, che non danno sulla chiesa ma su ambienti sopra di essa, ciascuna decorata con una balaustra. La facciata termina con un profilo a doppio spiovente sormontato da una semplice croce in ferro battuto.
Lungo il fianco destro della chiesa, si trova il campanile romanico del XII secolo. Questo è a tre ordini separati da cornicioni poco sporgenti e la sua cella campanaria si apre sull'esterno con trifore, in parte murate, su due piani.

### Interno

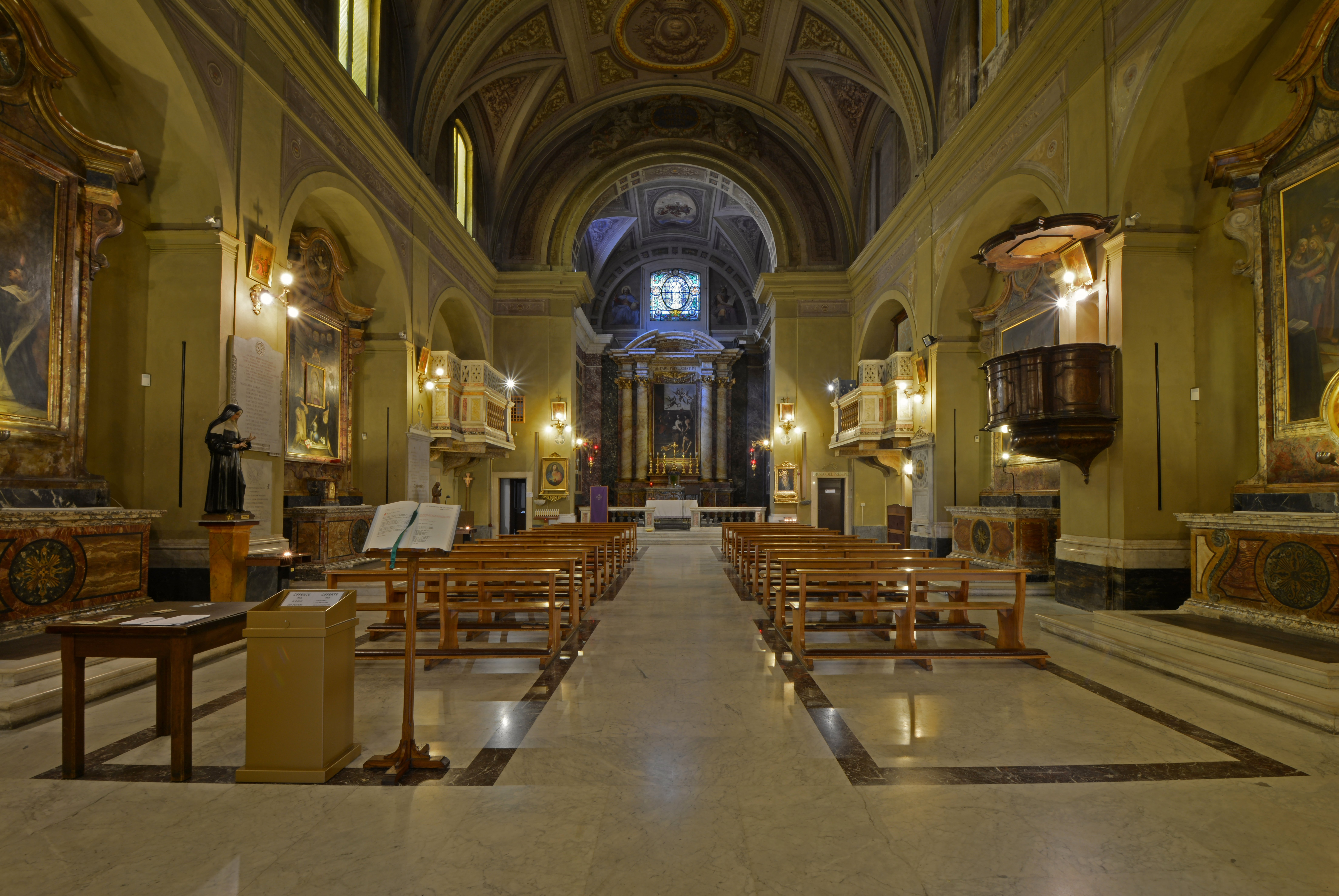
Interno

L'interno della chiesa dei Santi Quirico e Giulitta presenta una pianta con navata unica terminante con un'abside quadrangolare, entrambe coperte con volta a botte lunettata affrescata nel 1856 da Pietro Gagliardi con, nella navata, Gloria dei Santi Quirico e Giulitta.
Lungo la navata vi sono quattro altari laterali, due per lato. Il primo altare di destra accoglie una tela del XVII secolo con la Madonna e San Giuseppe, il seguente, dedicato a Domenico di Guzmán, ospita una pala con la Predica di San Domenico di Ercole Ruspi (XIX secolo); il primo altare di sinistra, invece, è sormontato da una tela con San Vincenzo Ferrer e San Nicola di Bari in adorazione del Bambino Gesù (metà del XVIII secolo), mentre quella del secondo altare raffigura la Madonna del Rosario tra i Santi Domenico e Caterina (prima metà del XVIII secolo). In prossimità della parete di fondo, si trovano due cantorie contrapposte dipinte a finto marmo.
L'abside è interamente occupata dal presbiterio, delimitato da una balaustra marmorea. Esso accoglie l'antico altare maggiore secentesco, con ancona costituita da un timpano spezzato sorretto da quattro colonne corinzie. Al centro di essa si trova una pala coeva con il Martirio dei Santi Quirico e Giulitta.

### Organo a canne
Sulla cantoria di destra, si trova l'organo a canne, costruito nel 1859 da Pietro Pantanella e restaurato nel 2006 dalla ditta Inzoli.
Lo strumento, a trasmissione integralmente meccanica, è racchiuso all'interno di una semplice cassa lignea, con prospetto composto da canne di principale disposte in cuspide unica con ali laterali. La sua consolle è a finestra ed ha un'unica tastiera di 50 note (Do1-Fa5) con prima ottava scavezza ed una pedaliera a leggio di 14 note (Do1-Sol#2, senza le note Mi2, Fa2 e Sol2) anch'essa con prima ottava scavezza e costantemente unita al manuale.